# Баранов Олексій Володимирович
Олексій Володимирович Баранов (6 січня 1980, м. Електросталь, СРСР) — білоруський хокеїст, захисник. 
Виступав за «Крила Рад» (Москва), «Елемаш» (Електросталь), «Керамін» (Мінськ), «Кристал» (Електросталь), «Хімік» (Воскресенськ), «Нафтовик» (Леніногорськ), ХК «Брест», «Металург» (Жлобин), «Німан» (Гродно), «Юність» (Мінськ).

## Досягнення
- Чемпіон Білорусі (2010, 2011), срібний призер (2012)
- Володар Кубка Білорусі (2009, 2010)
- Володар Континентального кубка (2011).